# Пулемецький заказник
Пулеме́цький зака́зник — гідрологічний заказник місцевого значення в Україні. Розташований у межах Шацького району Волинської області, біля села Пулемець. 
Площа 519,4 га. Статус надано 1993 року. Перебуває у віданні Пулемецької сільської ради. Частина заказника площею 162,8 га перебуває у віданні Ростанського лісництва ДП «Шацьке учбово-досвідне лісове господарство». 
Статус надано з метою збереження екологічної рівноваги водно-болотного масиву біля північно-західної частити Пулемецького озера. 
Тут зростають береза повисла, береза пухнаста, сосна звичайна, верби попеляста, пп'ятитичинкова, вушката та біла, вільха чорна, осика, осока зближена. Трапляються види, занесені до Червоної книги України - росичка англійська та болотянка звичайна.

## Галерея

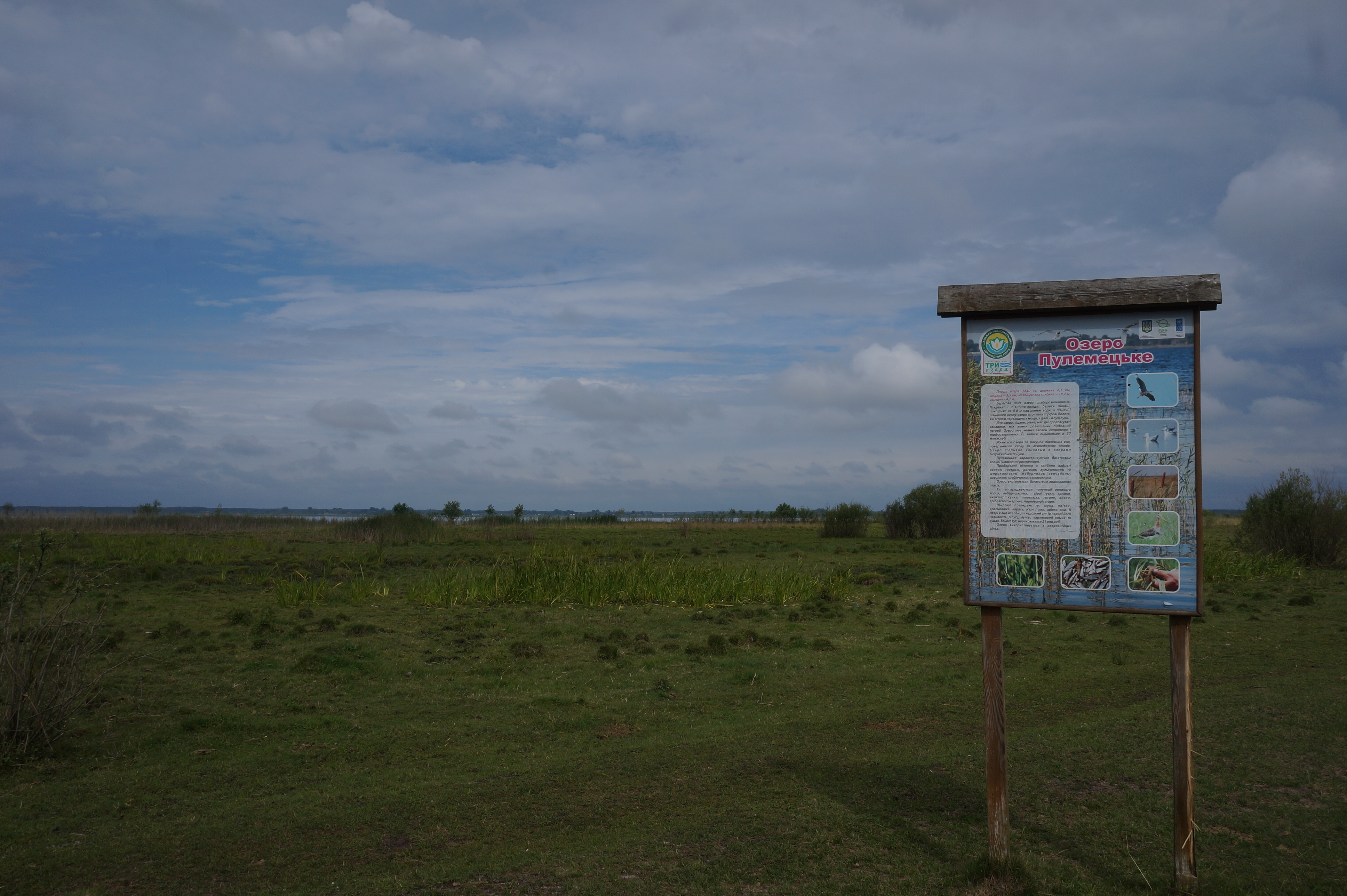
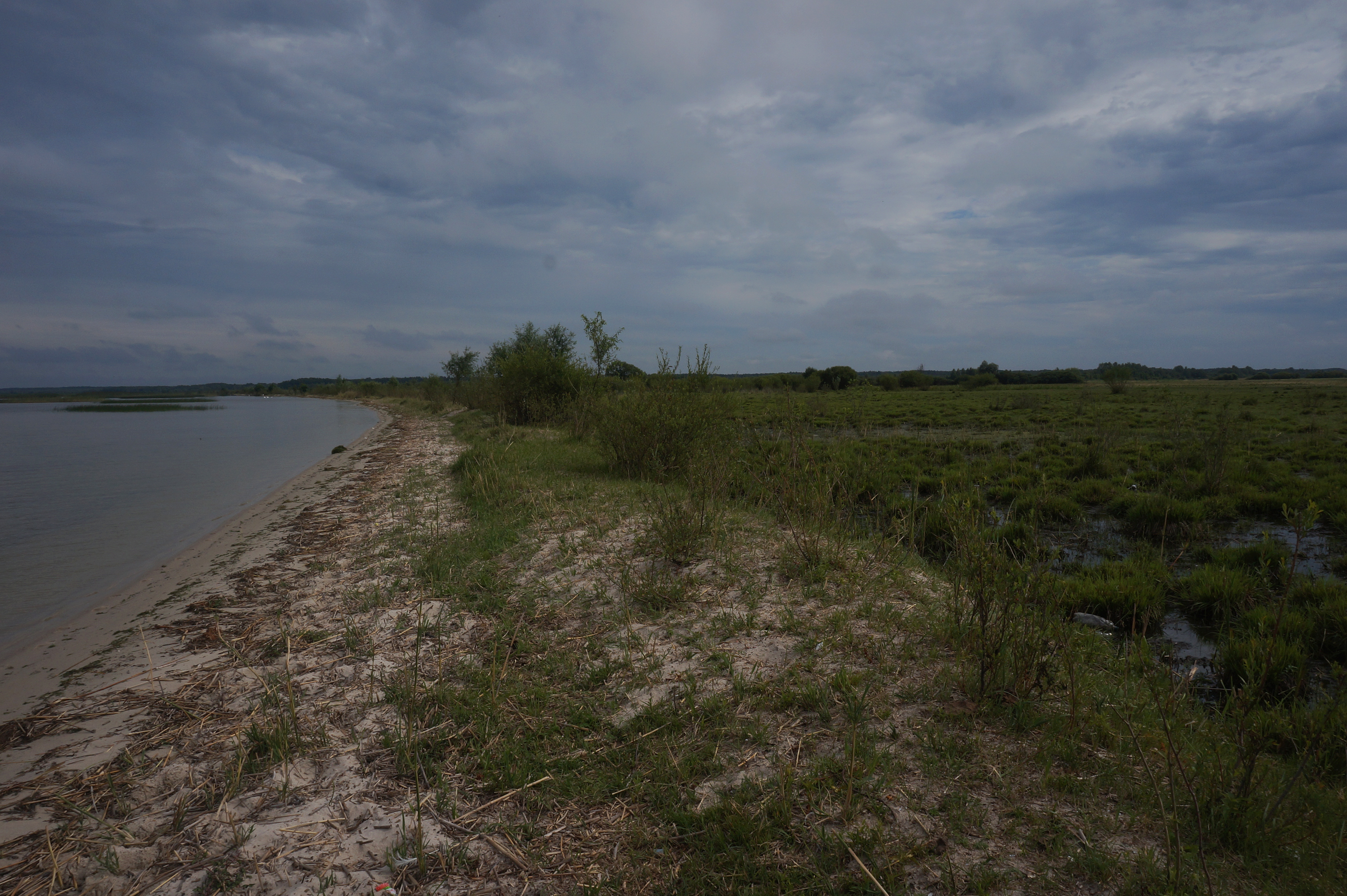
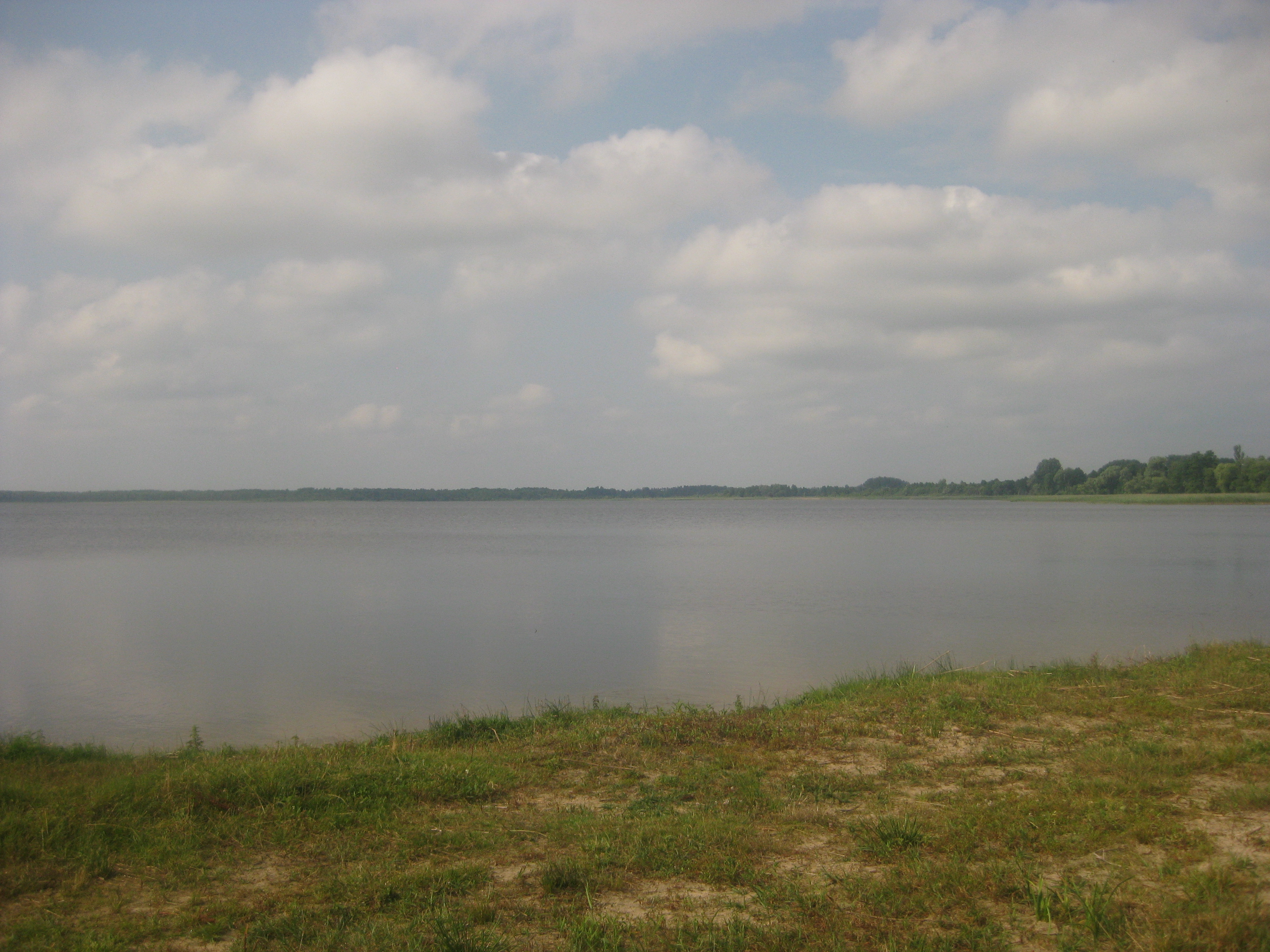
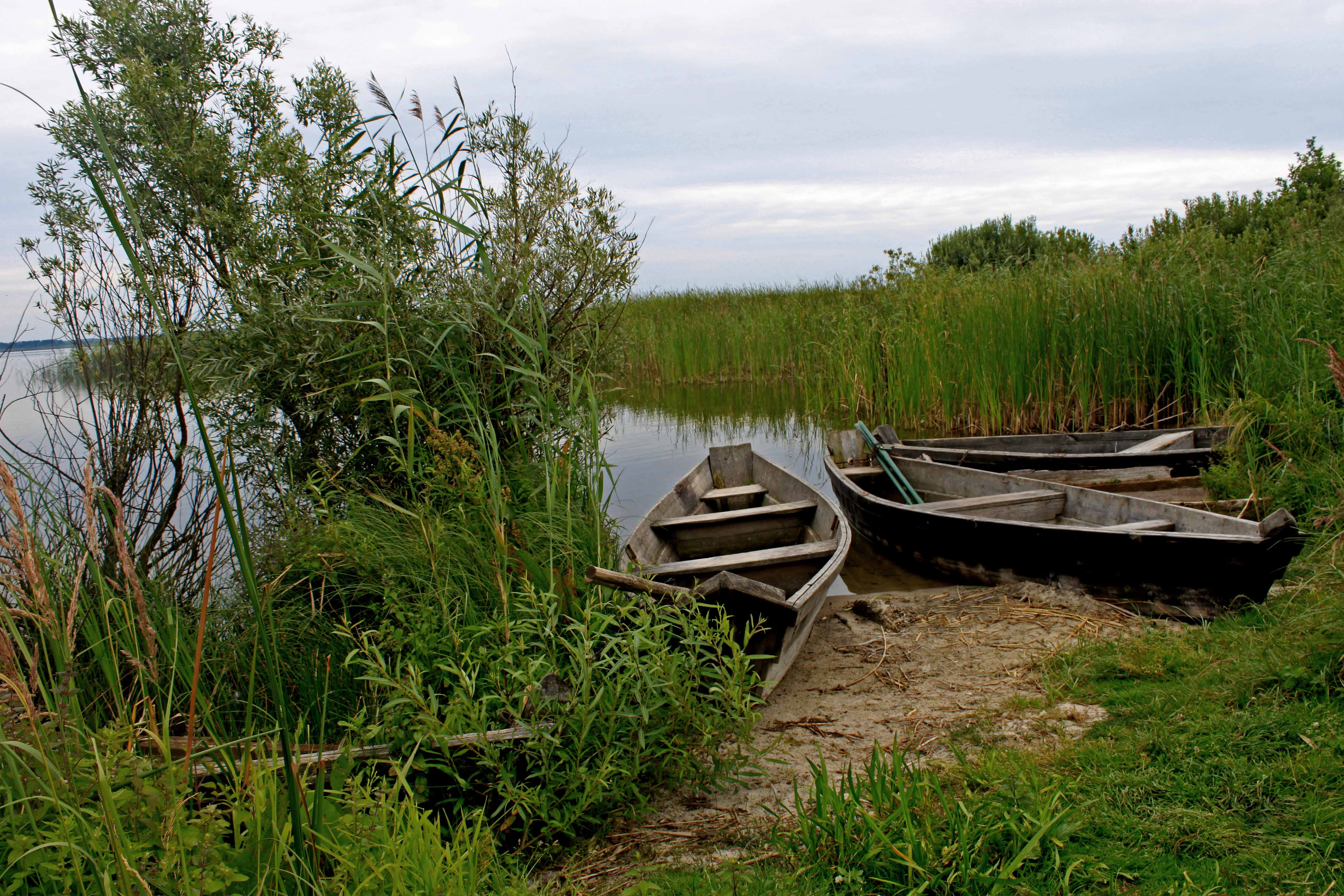
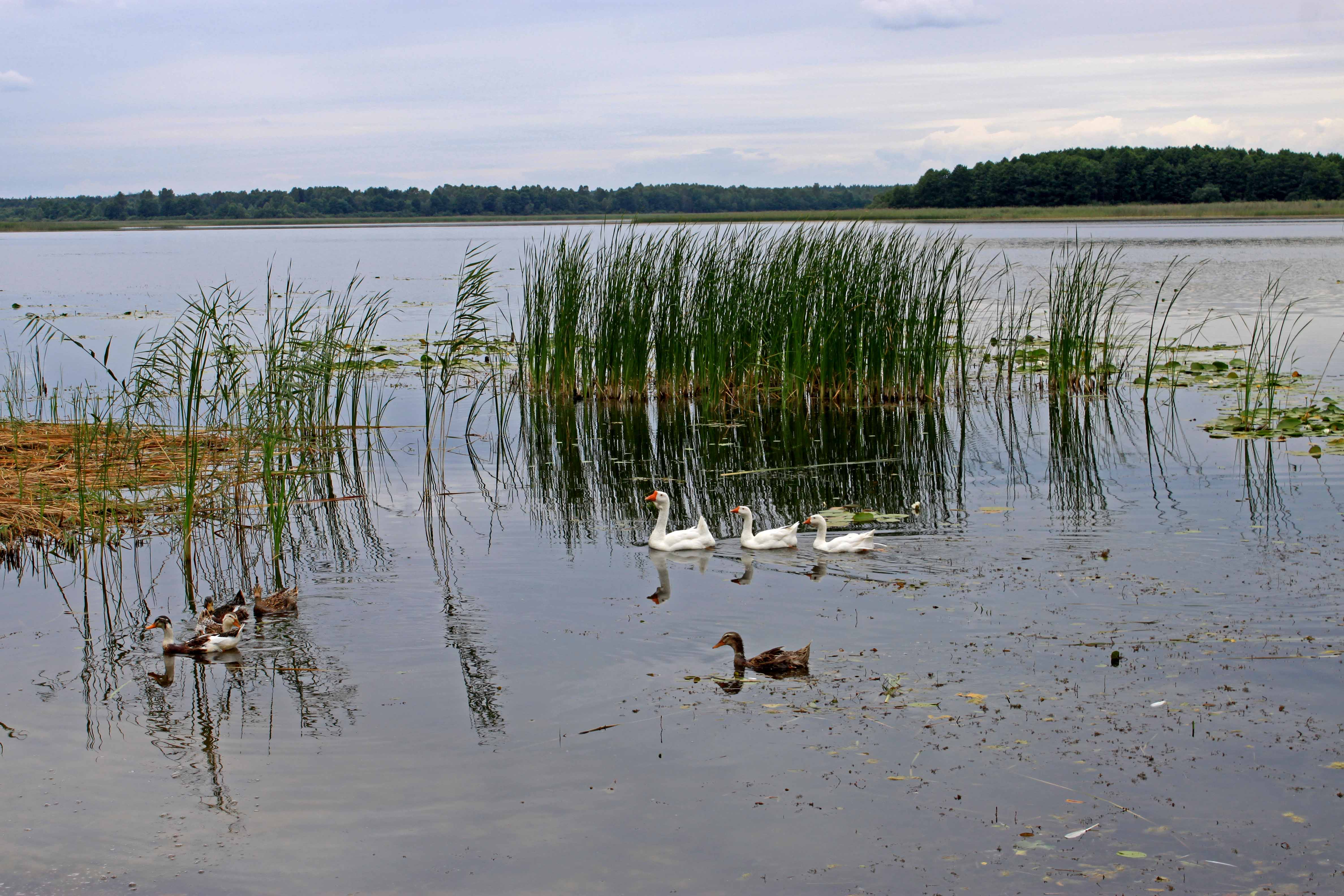
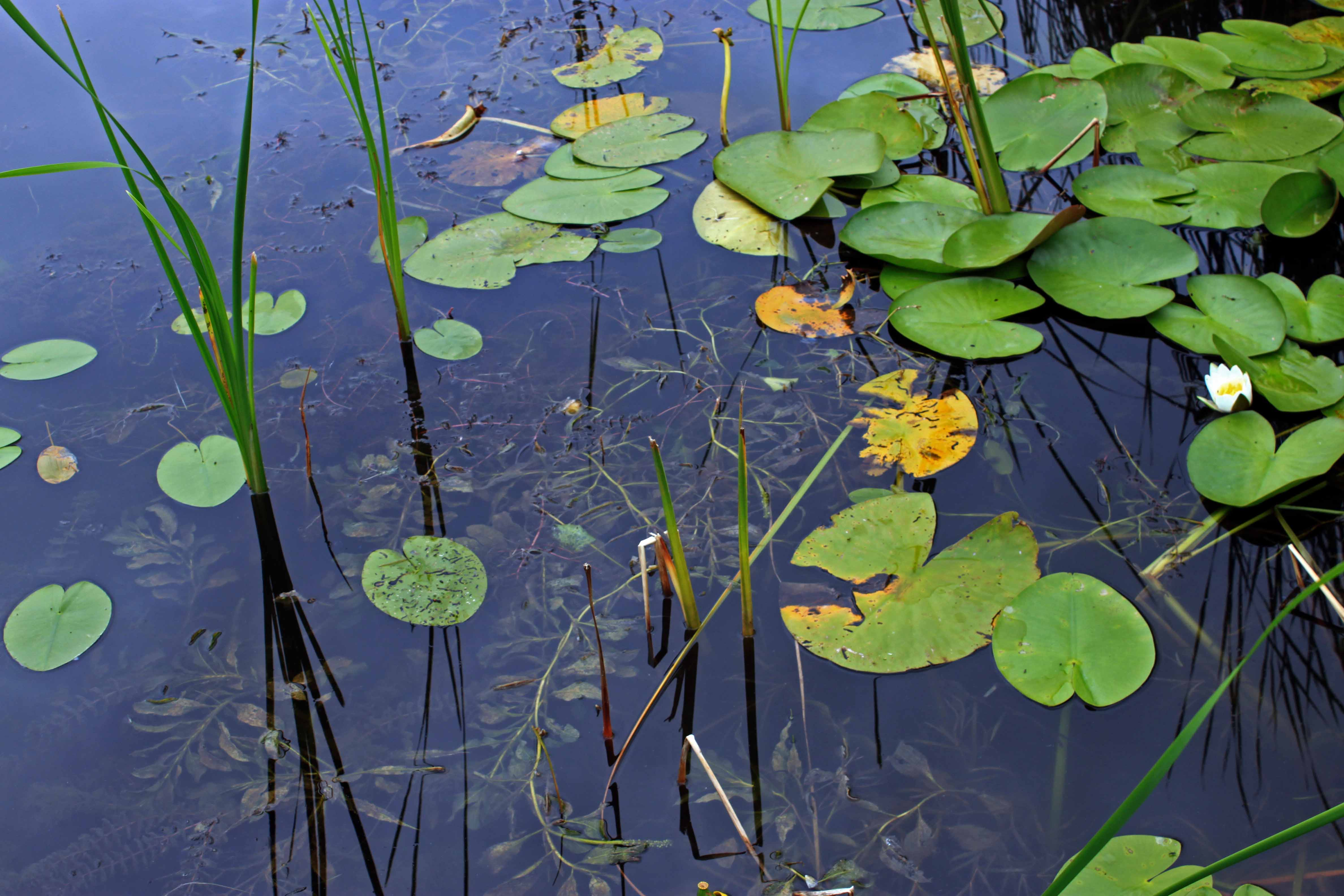
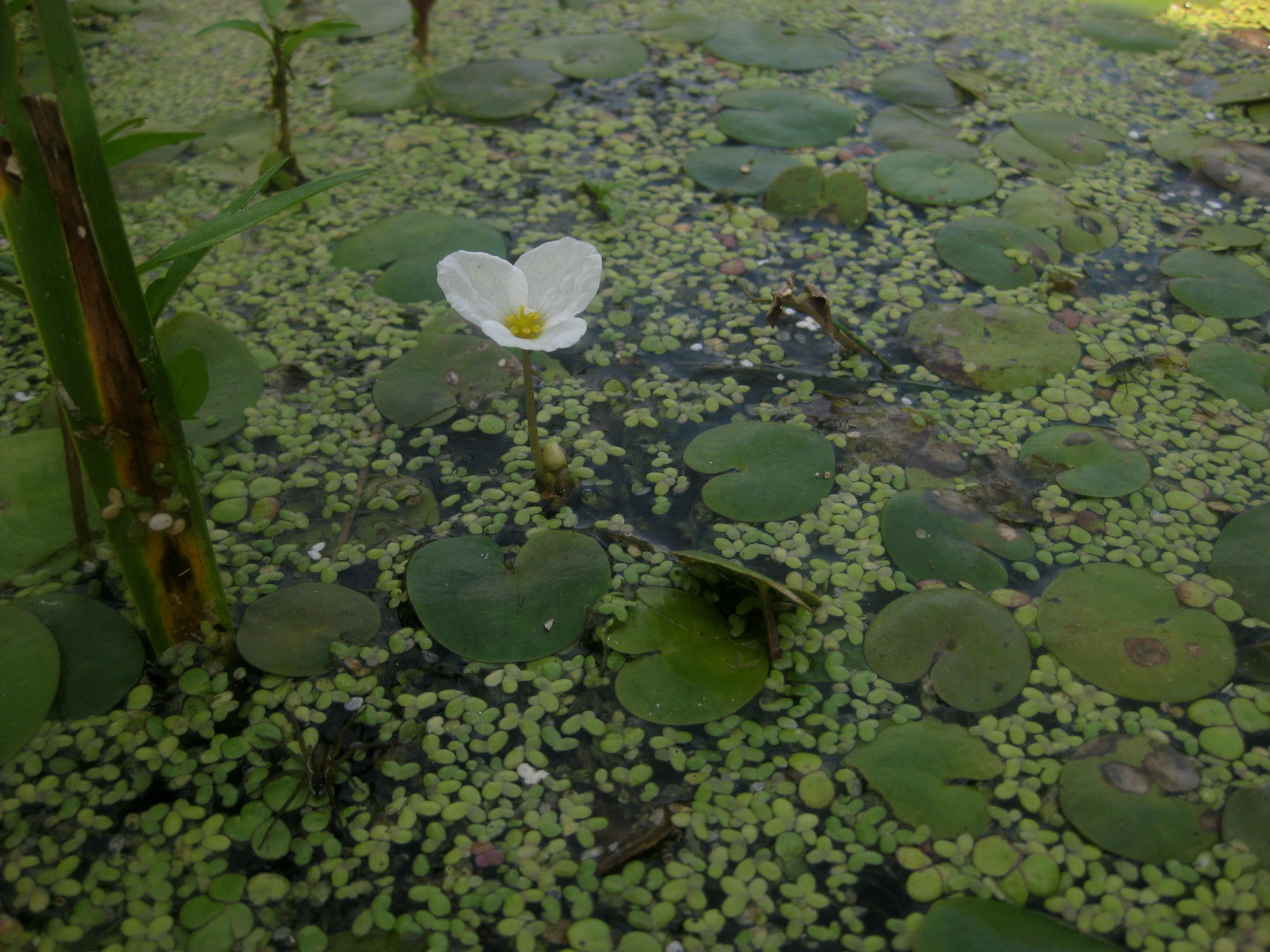
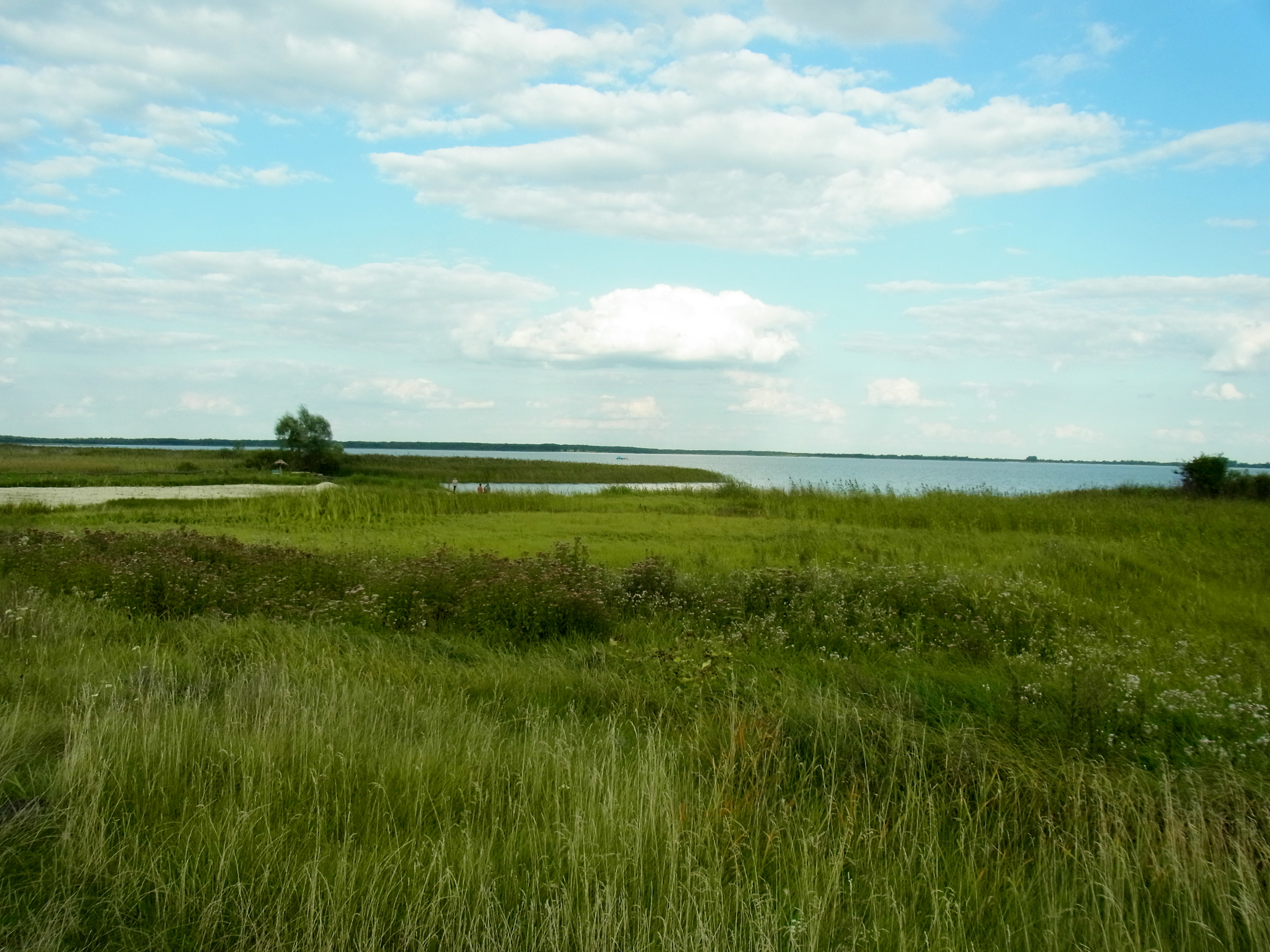
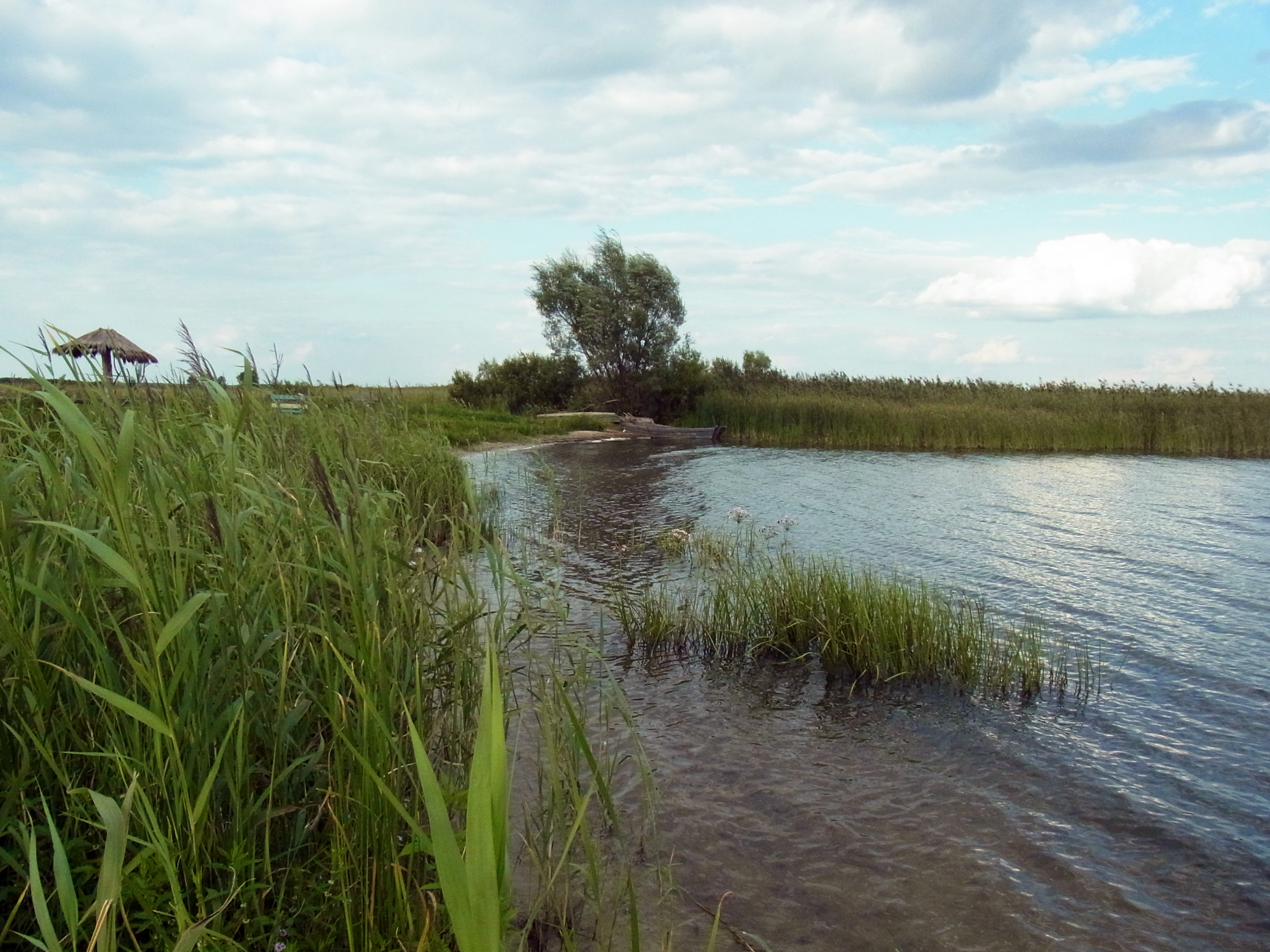
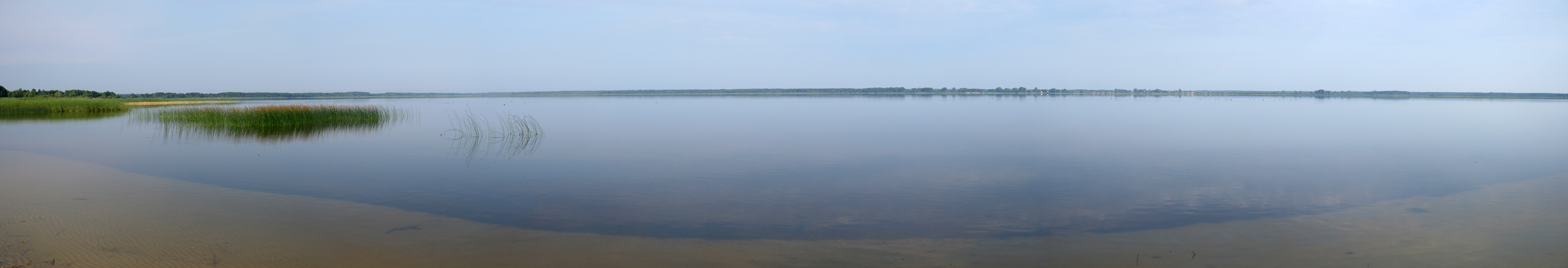